# Шарипов, Фархат Журабаевич
Фарха́т Жураба́евич Шари́пов — казахстанский кинорежиссёр, продюсер и сценарист.

## Биография
Кинорежиссёр, сценарист, продюсер Фархат Шарипов родился в декабре 1983 года в Алматы. Он выпускник КазНАИ им. Т.Жургенова и New York Film Academy. В 2010 году Ф.Шарипов дебютировал как режиссёр и сценарист, сняв полнометражную драму «СКАЗ О РОЗОВОМ ЗАЙЦЕ», которая стала прорывной картиной в казахстанском прокате и принесла режиссёру известность.

### Творчество

#### Режиссёр
- проект «Dog’s life»[когда?] — сорежиссура.
- 2007 — «Стриж»
- 2010 — «Сказ о розовом зайце» (Казахстан)
- 2011 — «Сердце моё — Астана» (киноальманах) (Казахстан)
  - «Завещание»: Новелла № 7.
- 2013 — «Инопланетяне ни при чём» (Казахстан)
- 2018 — «Тренинг личностного роста» (Казахстан)
- 2020 — «18 килогерц | 18 kHz» (Казахстан)
- 2022 — «Схема | Scheme» (Казахстан)
- 2025 «Эвакуация» — (Казахстан)

#### Сценарист
- проект «Dog’s life»[когда?]
- 2010 — «Сказ о розовом зайце» (Казахстан)
- 2013 — «Инопланетяне ни при чём» (Казахстан)
- 2013 — «Жол»
- 2018 — «Тренинг личностного роста» (Казахстан)
- 2019 — 12-серийный сериал «Чужая жизнь»[1]
- 2020 — «18 килогерц | 18 kHz» (Казахстан)
- 2022 — «Схема | Scheme» (Казахстан)

#### Продюсер
- картина «Чужая жизнь»
- 2013 — «Жол»
- 2020 — 18 килогерц | 18 kHz (Казахстан)

#### Звукорежиссёр
- сериал «Zero»[когда?]

#### Другие проекты
- фильм «4+1»; выходил[когда?] на КТК как сериал. Существует и полнометражная версия. Картина участвовала в Пусанской конкурсной программе[2].

### Награды
- Премия Союза кинематографистов Казахстана «Кулагер» лучшему режиссёру (Фархат Шарипов) за кинофильм Сказ о розовом зайце[3][4].
- Специальный приз Московского Международного Кинофестиваля «Серебряный Святой Георгий» за военный фильм «Эвакуация».
- «Гран-При» и приз за лучшую режиссуру III Международного фестиваля детского кино «Хрустальный ИсточникЪ» - фильм «Эвакуация».

## Личная жизнь
ЖМосковского Международного Кинофестиваля за военный фильм ЭВАКУАЦИЯ
1. ↑  Ради сериала «Чужая жизнь»… Дата обращения: 11 февраля 2022. Архивировано 11 февраля 2022 года.
2. ↑  Его фильм «4+1» выходил как сериал на КТК. Шарипов признался, что полнометражную версию с удовольствием посмотрела вся семья. Картина участвовала в Пусанской конкурсной программе. Дата обращения: 10 февраля 2022. Архивировано 10 февраля 2022 года.
3. ↑  Состоялась церемония награждения Национальной кинематографической премии «Кулагер-2010». Дата обращения: 10 февраля 2022. Архивировано 17 июня 2018 года.
4. ↑  Выходцы New York Film Academy из Казахстана. Дата обращения: 11 июня 2017. Архивировано из оригинала 17 июня 2018 года.

- ЭФаипова